# کاکل‌سلیمی تاج‌بنفش
کاکل‌سلیمی تاج‌ارغوانی یا کاکل‌سلیمی تاج‌بنفش (نام علمی: Stephanoxis loddigesii) گونه‌ای مرغ مگس در تیرهٔ «زمردیان» از زیرخانوادهٔ مگس‌مرغیان است. این گونه در آرژانتین، برزیل و پاراگوئه یافت می‌شود.

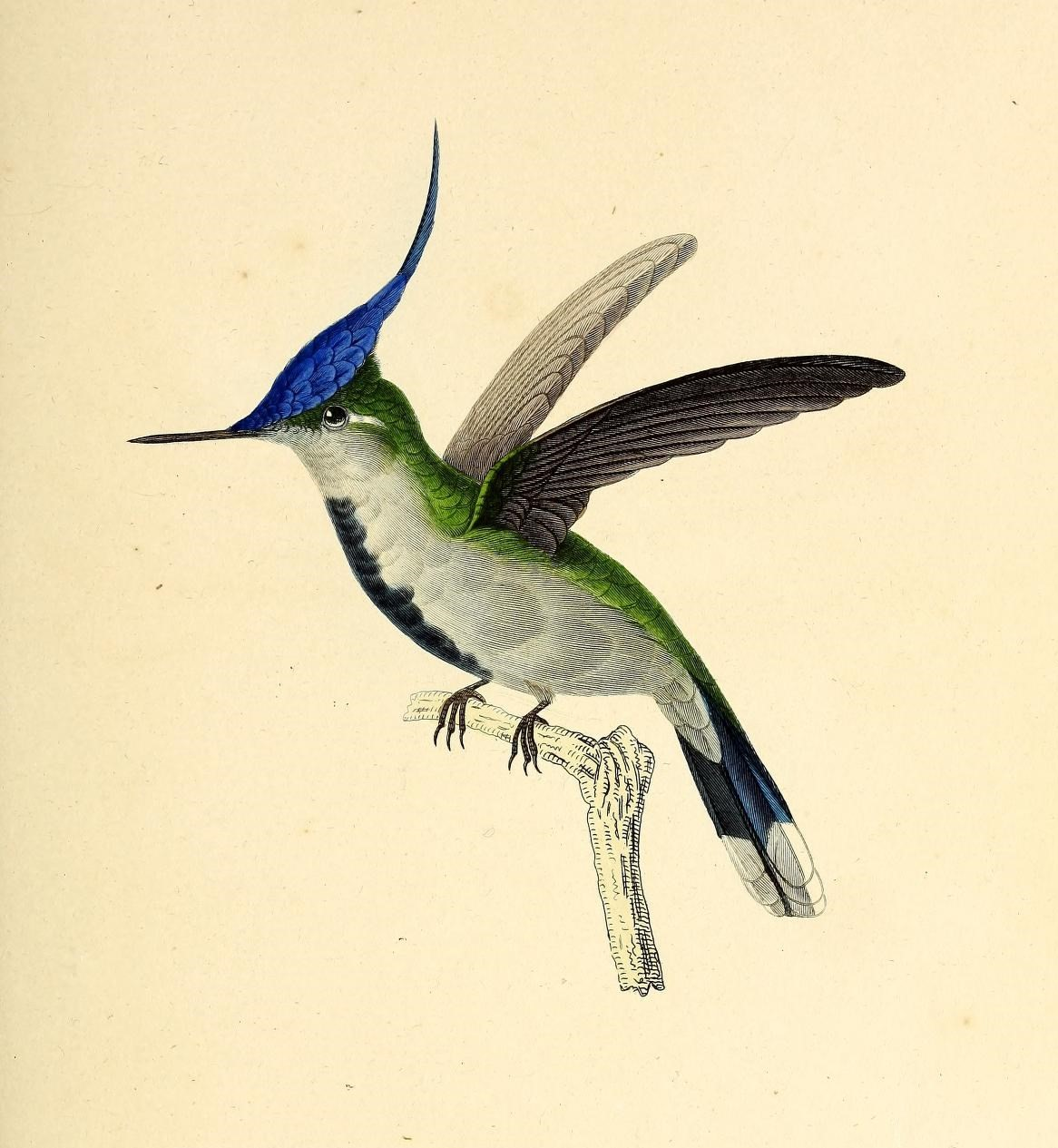
Stephanoxis loddigesii اثر آ. برتراند